# John Lemoinne
John Marguerite Émile Lemoinne [ejtsd: lömoánn] (London, 1815. október 17. – Párizs, 1892. december 14.) francia újságíró, diplomata, politikus.

## Életrajza
Londonban született francia szülők gyermekeként, s bár tanulmányait főként Franciaországban végezte, kétnyelvűségét (angol-francia) megőrizte. Előbb a Francia Külügyminisztériumban állt munkába, majd 1840-ben a Journal des Débats angol levelezője, szerkesztője, később nagy tekintélyű főszerkesztője lett, ahol közel fél évszázadig működött. Angol levelezéssel és külpolitikai témákkal foglalkozott, vezércikkeit a mintaszerűség példájául állították a többi hírlapíró elé. Írásaiban a Második Császárság alatt az angol intézményrendszer liberalizmusát a napóleoni rendszer elé helyezte. Ő tette a Débats-t a párizsi burzsoázia közvéleményének irányadó közlönyévé. Főszerkesztővé válása után egy ideig ingadozott az Adolphe Thiers politikáját támogató konzervatív republikanizmus, illetve az alkotmányos monarchista felfogás között, de Henri d’Artois fellépte és a köré csoportosuló legitimisták politikája miatt végül a mérsékelt köztársasági párt mellett foglalt állást (1873–1875).
Egyike volt azon újságíróknak, akik tollukkal a legaktívabban küzdöttek 1877 után Patrice de Mac-Mahon burkoltan monarchista törekvésű kormánya ellen.
Három évvel később, 1880. február 23-án, 142 szavazattöbbséggel, versenytárs nélkül élethossziglani szenátorrá választották, és elfoglalta helyét a balközépben. 1880. április 17-én Brüsszelbe diplomatává nevezték ki, melyről következő év május 1-jén lemondott. Bár soha nem osztotta a szélsőséges anglofób nézeteket, de az angol politika iránti hangulata sokat változott az idő múlásával, főként 1882-től, Egyiptom megszállásától egyre kritikusabb hozzáállása serkentette az angol-ellenességet.
1875. május 13-án Jules Janin helyére a Francia Akadémia tagjává választották, székét 1876. március 2-án foglalta el.
Lemoinne nemcsak politikai, de irodalmi művekkel is gazdagította a Journal des Débats folyóirat tartalmát, amelyek témái általában angol írások voltak. Számos tanulmánya jelent meg a Revue des deux Mondes-ban is, melyek között politikatörténeti tárgyúak is voltak (1842): De la Monarchie des Afghans (Az afgánok monarchiájáról); Les Druses et les Maronites (A drúzok és a maroniták), Les Anglais et les Russes dans le Caboul (Az angolok és az oroszok Kabulban). Mások Angliára vonatkozó tanulmányok (1847-ben): Mœurs électorales de la Grande-Bretagne (Nagy-Britannia választási szokásai); De la Législation anglaise sur les céréales (Az angol gabonatörvényről); De l’Éducation religieuse des classes manufacturières (A munkásosztály vallási neveléséről); l’Église d’Irlande (Az ír egyház); L’Irlande et le Parlement anglais (Írország és az angol parlament). Közzétett több életrajzi tanulmányt, amelyek közül nevezetesebbek: La Vie de Brummel (1844) (Brummel élete); La Cour de Berlin (1846) (A berlini udvar), La Cour de Saint-Petersbourg (1846) (A szentpétervári udvar),  Caroline de Brunswick (1846) (Caroline of Brunswick). Ezen írásaiból több ízben gyűjteményes munkát adott ki 1852-ben és 1863-ban Études critiques et biographiques ill. Nouvelles études… címmel.
Tagja volt Lemoinne a Le Matin szerkesztői gárdájának, ahol a napi politikai kommentárokat szerkesztette.
1846. február 23-án a Külügyminisztérium egykori attaséjaként a Francia Becsületrend lovagi fokozatával tüntették ki.

## Művei (válogatás)
- Les Élections en Angleterre, lettres publiées dans le Journal des débats, Paris, J. Hetzel, 1841.
- Les Anglais dans le Caboul, Paris, au bureau de la Revue des deux mondes, 1842.
- Affaires de Rome, Paris, E. Blanchard, 1850.
- Letters of John Lemoinne. In. Dionysius Lardner et al.:The Great Exhibition and London in 1851, etc. London. Kiad. Longmans, Brown, Green, and Longmans, 1852. (Levelek az 1851. évi londoni világkiállításról.)
- Études critiques et biographiques : Études critiques : Shakespeare, l’abbé Prévost, Goethe… ; Études biographiques : Brummel, O’Connel, Robert Peel, Haydon, Chateaubriand…, Paris, Michel Lévy frères, 1852.
- De l’intégrité de l’Empire ottoman, Paris, M. Lévy frères, 1853.
- Le Passage du Nord, Strasbourg, Treuttel et Würtz, 1854.
- Nouvelles études critiques et biographiques, Paris, Michel Lévy frères, 1863.
- Histoire de Manon Lescaut et du chevalier Des Grieux par l’abbé Prévost, Nouv. éd. précédée d’une étude, Paris, Lévy, 1900.

## Fordítás
- Ez a szócikk részben vagy egészben  a   John Lemoinne című angol Wikipédia-szócikk ezen változatának fordításán alapul.  Az eredeti cikk szerkesztőit annak laptörténete sorolja fel. Ez a jelzés csupán a megfogalmazás eredetét és a szerzői jogokat jelzi, nem szolgál a cikkben szereplő információk forrásmegjelöléseként.
- Ez a szócikk részben vagy egészben  a   John Lemoinne című francia Wikipédia-szócikk ezen változatának fordításán alapul.  Az eredeti cikk szerkesztőit annak laptörténete sorolja fel. Ez a jelzés csupán a megfogalmazás eredetét és a szerzői jogokat jelzi, nem szolgál a cikkben szereplő információk forrásmegjelöléseként.